# Ricardo Arona
Ricardo Arona (Niteroi, 17 de julio de 1978) es un artista marcial mixto brasileño. Fue Campeón de Peso Medio de RINGS, así como el ganador del torneo de 2001 RINGS de Peso Medio, y finalista del PRIDE GP 2005 de Peso Medio.

## Primeros años
Arona nació en Niteroi, Brasil. Entreno judo y karate antes de pasar al jiu-jitsu brasileño después de ver una pelea de Vale tudo a la edad de 13 años. A la edad de 18 años cuando era cinturón púrpura, ganó numerosos títulos en la lucha libre de sumisión.

## Vida personal
Durante su tiempo libre Arona hace patinaje, escalada de piedras y surfea para mantenerse en forma.

## Campeonatos y logros
- Fighting Network Rings
  - Campeón de Peso Medio (1 vez, primero, último)
  - Campeón del Torneo 2001 RINGS de Peso Medio

- PRIDE Fighting Championships
  - PRIDE GP 2005 de Peso Medio (Finalista)

## Registro en artes marciales mixtas
| Resultado | Récord | Oponente           | Método                      | Evento                            | Fecha                    | Ronda | Tiempo | Localización   | Notas                                                                                              |
| --------- | ------ | ------------------ | --------------------------- | --------------------------------- | ------------------------ | ----- | ------ | -------------- | -------------------------------------------------------------------------------------------------- |
| Victoria  | 14–5   | Marvin Eastman     | Decisión (unánime)          | Bitetti Combat MMA 4              | 12 de septiembre de 2009 | 3     | 5:00   | Río de Janeiro | |
| Derrota   | 13–5   | Rameau Sokoudjou   | KO (golpe)                  | PRIDE 34                          | 8 de abril de 2007       | 1     | 1:59   | Saitama        | |
| Victoria  | 13–4   | Alistair Overeem   | Sumisión (golpes)           | PRIDE Final Conflict Absolute     | 10 de septiembre de 2006 | 1     | 4:28   | Saitama        | |
| Derrota   | 12–4   | Wanderlei Silva    | Decisión (dividida)         | PRIDE Shockwave 2005              | 31 de diciembre de 2005  | 3     | 5:00   | Saitama        | Por el Campeonato de Peso Medio de PRIDE.                                                          |
| Derrota   | 12–3   | Maurício Rua       | KO (golpes)                 | PRIDE Final Conflict 2005         | 28 de agosto de 2005     | 1     | 2:54   | Saitama        | PRIDE GP 2005 de Peso Medio (Final).                                                               |
| Victoria  | 12–2   | Wanderlei Silva    | Decisión (unánime)          | PRIDE Final Conflict 2005         | 28 de agosto de 2005     | 2     | 5:00   | Saitama        | PRIDE GP 2005 de Peso Medio (Semifinal).                                                           |
| Victoria  | 11–2   | Kazushi Sakuraba   | TKO (parada del equipo)     | PRIDE Critical Countdown 2005     | 26 de junio de 2005      | 2     | 5:00   | Saitama        | PRIDE GP 2005 de Peso Medio (Cuartos de final).                                                    |
| Victoria  | 10–2   | Dean Lister        | Decisión (unánime)          | PRIDE Total Elimination 2005      | 23 de abril de 2005      | 3     | 5:00   | Osaka          | PRIDE GP 2005 de Peso Medio (Ronda de apertura).                                                   |
| Victoria  | 9–2    | Sergey Ignatov     | Sumisión (rear-naked choke) | PRIDE 28                          | 31 de octubre de 2004    | 1     | 9:05   | Saitama        | |
| Derrota   | 8–2    | Quinton Jackson    | KO (slam)                   | PRIDE Critical Countdown 2004     | 20 de junio de 2004      | 1     | 7:32   | Saitama        | |
| Victoria  | 8–1    | Murilo Rua         | Decisión (unánime)          | PRIDE 23                          | 24 de noviembre de 2002  | 3     | 5:00   | Tokio          | |
| Victoria  | 7–1    | Dan Henderson      | Decisión (dividida)         | PRIDE 20                          | 28 de abril de 2002      | 3     | 5:00   | Yokohama       | |
| Victoria  | 6–1    | Guy Mezger         | Decisión (dividida)         | PRIDE 16                          | 24 de septiembre de 2001 | 3     | 5:00   | Osaka          | |
| Victoria  | 5–1    | Gustavo Machado    | TKO (golpes)                | Rings: 10th Anniversary           | 11 de agosto de 2001     | 1     | 1:29   | Tokio          | Ganó el Torneo por el Campeonato de RINGS 2001 de Peso. Ganó el Campeonato de Peso Medio de RINGS. |
| Victoria  | 4–1    | Jeremy Horn        | Decisión (mayoritaria)      | Rings: 10th Anniversary           | 11 de agosto de 2001     | 2     | 5:00   | Tokio          | Torneo por el Campeonato de Peso Medio de RINGS (Semifinal).                                       |
| Victoria  | 3–1    | Hiromitsu Kanehara | Sumisión (kneebar)          | Rings: World Title Series 2       | 15 de junio de 2001      | 2     | 0:53   | Yokohama       | |
| Derrota   | 2–1    | Fedor Emelianenko  | Decisión (unánime)          | Rings: King of Kings 2000 Block B | 22 de diciembre de 2000  | 3     | 5:00   | Osaka          | |
| Victoria  | 2–0    | Jeremy Horn        | Decisión (dividida)         | Rings: Millennium Combine 3       | 23 de agosto de 2000     | 2     | 5:00   | Osaka          | |
| Victoria  | 1–0    | Andrei Kopylov     | Decisión (unánime)          | Rings: Millennium Combine 1       | 20 de abril de 2000      | 2     | 5:00   | Tokio          | |